# Nguyễn Phúc Nhàn Tĩnh
Nguyễn Phúc Nhàn Tĩnh (chữ Hán: 阮福嫻靜; 3 tháng 3 năm 1832 – 24 tháng 3 năm 1863), phong hiệu Thuận Hòa Công chúa (順和公主), là một công chúa con vua Minh Mạng nhà Nguyễn trong lịch sử Việt Nam.

## Tiểu sử
Công chúa Nhàn Tĩnh sinh ngày 2 tháng 2 (âm lịch) năm Nhâm Thìn (1832), là con gái thứ 40 của vua Minh Mạng, mẹ là Cung nhân Lý Thị Cầm (không rõ lai lịch). Nhàn Tĩnh là người con duy nhất của bà Cung nhân.
Năm Tự Đức thứ 4 (1851), công chúa Nhàn Tĩnh lấy chồng là Phò mã Đô úy Nguyễn Văn Ngữ, người Bình Sơn, Quảng Ngãi, là con trai của Chưởng vệ Nguyễn Văn Lưu. Công chúa và phò mã có với nhau một người con gái.
Năm Tự Đức thứ 16 (1863), Quý Hợi, ngày 6 tháng 2 (âm lịch), công chúa Nhàn Tĩnh mất, hưởng dương 32 tuổi, được truy tặng làm Thuận Hòa Công chúa (永真公主), thụy là Đoan Tuệ (端惠). Năm sau (1864), phò mã Ngữ cũng qua đời.
Tẩm mộ của công chúa Thuận Hòa ngày nay tọa lạc tại phường An Cựu, thành phố Huế (gần núi Ngự Bình). Công chúa được thờ ở đền Thân Huân.